# Ла Зуш, Ричард, 9-й барон Зуш из Харингуорта
Ричард ла Зуш (англ. Richard la Zouche; приблизительно 1510 — 22 июня 1552) — английский аристократ, 9-й барон Зуш из Харингуорта, de jure 10-й барон Сент-Мор и 10-й барон Ловел из Кэри с 1550 года. Сын Джона ла Зуша, 8-го барона Зуша из Харингуорта, и его первой жены Доротеи Капелл. После смерти отца унаследовал баронские титулы и обширные владения в Центральной Англии. Был женат на Джоан Роджерс (дочери сэра Джона Роджерса и Элизабет Куртене) и на Маргарет Чейни (дочери Джона Чейни и Джейн Норрис). В первом браке родился сын Джордж (приблизительно 1526—1569), 10-й барон Зуш из Харингуорта. 
У Ричарда была внебрачная дочь Доротея, ставшая женой Артура Грея, 14-го барона Грея из Уилтона.